# 岐阜県森林研究所
岐阜県森林研究所（ぎふけんしんりんけんきゅうじょ）とは、岐阜県美濃市にある、岐阜県が設置する公設試験研究機関である。

## 概要
- 森林、林業に関する岐阜県の公設研究機関であり、健全で豊かな森林づくりと森林資源の利用を通じた活力ある地域社会の創造を目標としている。
- 近くには岐阜県立森林文化アカデミーがある。岐阜県立森林文化アカデミーの施設の一部は、元々は岐阜県森林研究所の施設である。

## 組織構成
- 森林環境部
- 森林資源部

## 沿革
- 1936年（昭和11年） - 武儀郡下有知村（現・関市）岐阜県林地利用試験地を設立。
- 1945年（昭和20年） - 岐阜県林産指導所に改称。
- 1954年（昭和29年） - 岐阜県林業試験場に改称。高山市に移転。
- 1970年（昭和45年） - 岐阜県林業試験場を廃止。美濃市曽代に岐阜県林業センターを設立。高山市の旧・岐阜県林業試験場は岐阜県寒冷地林業試験場となる。
- 1994年（平成6年） - 木材開放試験室（オープンラボラトリー）を設置。
- 1995年（平成7年） - マルチメディア工房を設置。
- 1998年（平成10年） - 岐阜県林業センターと岐阜県寒冷地林業試験場を統合し、岐阜県森林科学研究所を設立。木材加工部門を岐阜県生活技術研究所に移す。
- 2002年（平成14年） - 木材開放試験室（オープンラボラトリー）を岐阜県立森林文化アカデミーに移管。
- 2003年（平成15年） - マルチメディア工房を閉鎖。
- 2006年（平成18年） - 岐阜県森林研究所に改称。
- 2014年（平成26年） - 森林技術開発・支援センターを設置。
- 2015年（平成27年） - 森林技術開発・支援センターが岐阜県森林文化アカデミーの所管となる。

## 住所
- 岐阜県美濃市曽代1128-1

## 交通アクセス
- 長良川鉄道越美南線「梅山駅」下車、徒歩約10分。
- 東海北陸自動車道美濃ICより車で約10分。